# Péter Frankl
Péter Frankl (Kaposvár, 26 de março de 1953) é um matemático húngaro, que trabalha com combinatória.
Frankl recebeu em 1971 uma medalha de ouro na Olimpíada Internacional de Matemática. Estudou na Universidade Eötvös-Loránd, onde obteve um doutorado orientado por Gyula Katona. Na década de 1980 foi para a França, onde trabalhou na Universidade Paris VII. Desde 1988 mora no Japão.
Publicou seis artigos com Paul Erdős.
É desde 1998 membro estrangeiro da Academia de Ciências da Hungria.